# ステファン・トレノー

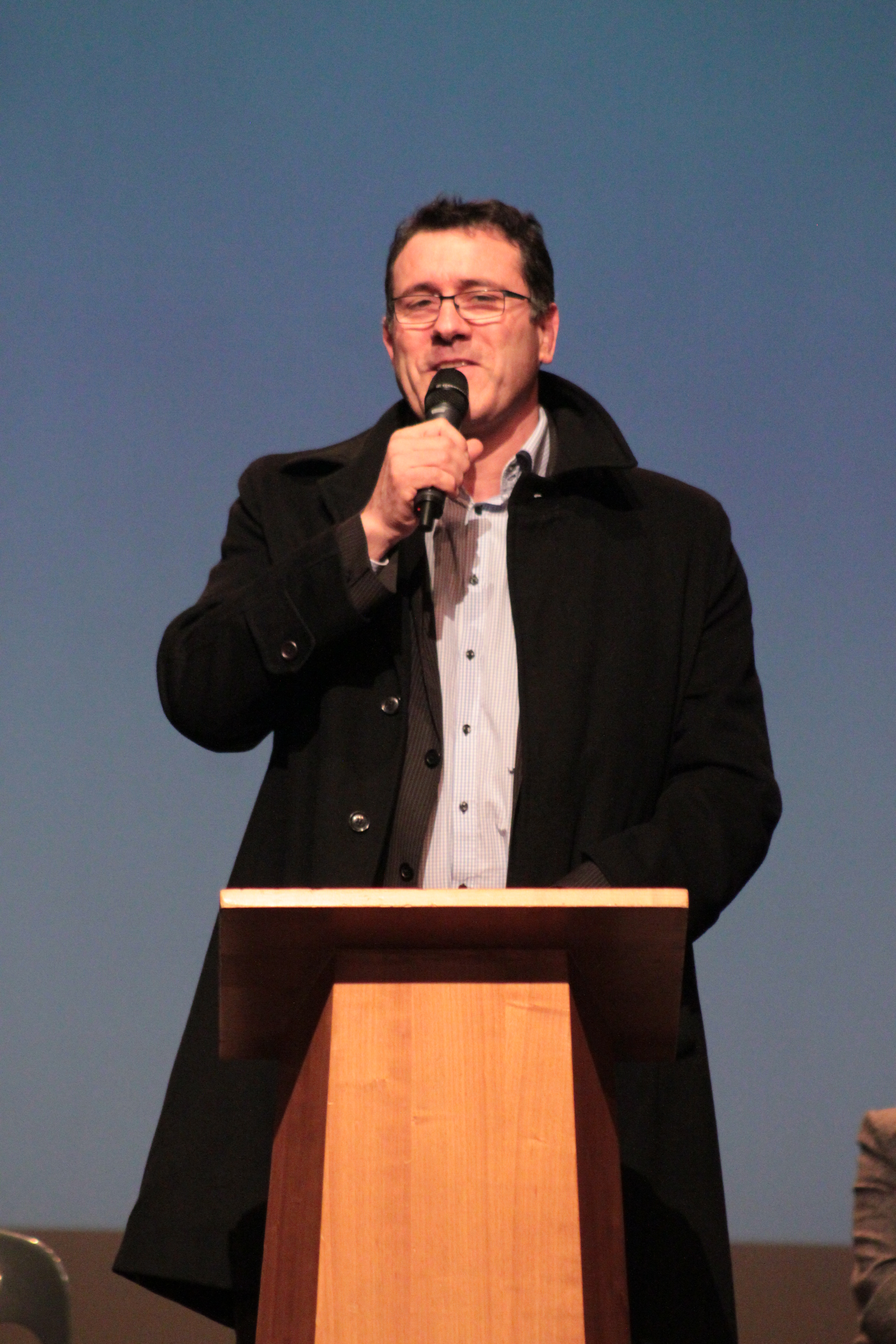
ステファン・トレノー（2014年）

ステファン・トレノー（Stéphane Traineau 1966年9月16日- ）は、フランスのショレ出身の柔道家。階級は100 kg級。身長192 cm。

## 人物
1988年ソウルオリンピックでは2回戦で世界チャンピオンの須貝等に後腰の有効で破ったが、メダルは獲得できなかった。1991年の世界選手権決勝では、ポーランドのパウエル・ナツラを腕挫十字固で破って優勝を果たした。しかし、翌年の1992年バルセロナオリンピックでは3回戦でアメリカの無名選手に外巻込でよもやの一本負けを喫してまさかのメダル無しに終わった。1993年と1995年の世界選手権ではそれぞれ3位になった。1996年アトランタオリンピックでは準決勝で韓国の金岷秀に一本背負投で敗れたが銅メダルを獲得した。2000年シドニーオリンピックでは準決勝でカナダのニコラス・ギルに有効で敗れたものの再び銅メダルを獲得した。
2017年、フランス柔道柔術剣道及び関連武道連盟フランス柔道代表チーム総監督に就任。

## 主な戦績
- 1986年 - ヨーロッパジュニア　3位
- 1987年 - フランス国際　優勝
- 1987年 -オーストリア国際　優勝
- 1988年 - フランス国際　優勝
- 1989年 - 世界選手権　5位
- 1990年 - ヨーロッパ選手権　優勝
- 1990年 - 嘉納杯　優勝
- 1991年 - フランス国際　優勝
- 1991年 - ヨーロッパ選手権　3位
- 1991年 - 世界選手権　優勝
- 1992年 - ヨーロッパ選手権　優勝
- 1993年 - フランス国際　優勝
- 1993年 - ヨーロッパ選手権　優勝
- 1993年 - 地中海競技大会　優勝
- 1993年 - 世界選手権　3位
- 1995年 - フランス国際　3位
- 1995年 - ヨーロッパ選手権　3位
- 1995年 - 世界選手権　3位
- 1996年 - フランス国際　3位
- 1996年 - アトランタオリンピック　3位
- 1997年 - 地中海競技大会　3位
- 1998年 - ドイツ国際　2位
- 1998年 - ワールドカップ団体戦　3位
- 1999年 - フランス国際　3位
- 1999年 - ハンガリー国際　3位
- 1999年 - ヨーロッパ選手権　優勝
- 1999年 - 世界選手権　5位
- 2000年 - シドニーオリンピック　3位